# Истински престъпно
„Истински престъпно“ (на английски: True Crime) е американски мистъри трилър от 1999 г., режисиран от и с участие в главната роля на Клинт Истууд, който е адаптация на едноименния роман, написан от Андрю Клаван. Участват още Исая Уошингтън, Денис Лиъри, ЛисаГей Хамилтън и Джеймс Уудс. Премиерата на филма излиза в Съединените щати на 19 март 1999 г., който печели 16 млн. щ.д. срещу производствен бюджет от 55 млн. щ.д.